# 加藤政司郎
加藤 政司郎（かとう せいしろう / まさしろう、生没年不詳）は、大正から昭和期の教育者、翻訳家、編集者、軍事史学者。東京高等師範学校（現・筑波大学）で教え、アメリカの教科書を纂訳し出版したほか、軍事史学の翻訳書なども著した。

## 人物・経歴
千葉県平郡、後の安房郡平群村（現南房総市）で生まれた。東京・築地の立教学校（現・立教大学）に入学し、英文学を修学する。第一高等学校大学予科を経て 1903年（明治36年）7月、東京帝国大学文科大学哲学科を卒業。その後、大学院に進み1914年（大正3年）4月、東京高等師範学校（現・筑波大学）教諭を務めた。
その後、翻訳家になり、大正期には、松宮春一郎（世界文庫刊行会主宰者、後の中央大学事務部長）と活動をともにして、水野葉舟とアメリカの教科書を纂訳し刊行したほか、複数の軍事史学の翻訳書を著す。
大東京社に所属した際には、松宮と雑誌『大東京』の創刊の準備を進めていた1916年（大正5年）10月に、大川平三郎（日本の製紙王）へ同誌の創刊趣旨を説明した。
昭和初期には、千駄ヶ谷の青山アパートに居住した。

## 主な著作
- 『英国膨脹史論（興亡史論）』ジョン・ロバート・シーリー著; 加藤政司郎訳,興亡史論刊行会,1918年3月
- 『海戰史論（興亡史論）』ガブリエル・ダリウス（フランス語版）著; 加藤政司郎,松宮春一郎訳,興亡史論刊行会,1919年11月
- 『アメリカ小学読本 上』（世界国民読本叢書 第3.4巻）加藤政司郎,世界文庫刊行会,1921年
- 『アメリカ小学読本 下』（世界国民読本叢書 第3.4巻）加藤政司郎,世界文庫刊行会,1921年
- 『アメリカ小学読本（第1-8学年）』水野葉舟 加藤政司郎 訳,世界文庫刊行会,1923年-1925年
- 『海戰史論（世界興亡史論第14巻）』ガブリエル・ダリウス著; 加藤政司郎,松宮春一郎訳,平凡社,1930年10月
- 『英国膨脹史論（世界興亡史論第5巻）』ジョン・ロバート・シーリー著; 加藤政司郎訳,平凡社,1930年11月